# Municipio de Wileys Cove
El municipio de Wileys Cove (en inglés: Wileys Cove Township) es un municipio ubicado en el condado de Searcy en el estado estadounidense de Arkansas. En el año 2010 tenía una población de 777 habitantes y una densidad poblacional de 6,6 personas por km².

## Geografía
El municipio de Wileys Cove se encuentra ubicado en las coordenadas 35°51′20″N 92°31′12″O / 35.85556, -92.52000. Según la Oficina del Censo de los Estados Unidos, el municipio tiene una superficie total de 117.68 km², de la cual 117,13 km² corresponden a tierra firme y (0,46 %) 0,54 km² es agua.

## Demografía
Según el censo de 2010, había 777 personas residiendo en el municipio de Wileys Cove. La densidad de población era de 6,6 hab./km². De los 777 habitantes, el municipio de Wileys Cove estaba compuesto por el 97,81 % blancos, el 0,51 % eran amerindios, el 0,13 % eran isleños del Pacífico, el 0,13 % eran de otras razas y el 1,42 % eran de una mezcla de razas. Del total de la población el 1,42 % eran hispanos o latinos de cualquier raza.